# Le Juif éternel (film)
Pour les articles homonymes, voir Le Juif éternel (exposition).
Pour plus de détails, voir Fiche technique et Distribution.
Le Juif éternel ou Le Péril juif (Der Ewige Jude) est un film allemand de propagande nazie, antisémite, sorti en 1940 et supervisé par Joseph Goebbels. Il est réalisé par Fritz Hippler et écrit par Eberhard Taubert (de) à l’aide de plusieurs montages de documents d’archives. Il est présenté comme un documentaire et a été tourné après l'occupation de la Pologne. Il dure 62 minutes.

## Synopsis
Le Juif éternel est une contribution à l’idéologie nazie. Il dépeint l’idée d’un complot international ourdi par les Juifs de l’Est (de nombreuses scènes ont été tournées en Pologne) et les Juifs de l’Ouest. Il met tout en œuvre pour dépeindre les Juifs comme des sous-hommes en dénonçant leur façon de vivre, leur histoire, leurs coutumes… Par divers artifices (travestissement de la réalité, rhétorique fallacieuse...), il vise également à démontrer qu’ils sont un peuple de parasites et d'assassins, dont la menace est impossible à contenir, justifiant ainsi la Solution finale.

## Fiche technique
Sauf indication contraire, les informations mentionnées dans cette section peuvent être confirmées par la base de données cinématographiques IMDb,  présente dans la section « Liens externes ».
- Titre original : Der Ewige Jude
- Titre français : Le Juif éternel ou Le Péril juif
- Réalisation : Fritz Hippler
- Scénario : Eberhard Taubert (en), supervisé par Joseph Goebbels
- Musique : Franz R. Friedl (de)
- Photographie : A. Endrejat, Anton Haffner, R. Hartmann, F.C. Heere, Heinz Kluth, Erich Stoll et H. Winterfeld
- Montage : Hans Dieter Schiller et Albert Baümeister
- Société de production : Deutsche Filmherstellungs- und -Verwertungs
- Société de distribution : Transit Film (Allemagne)
- Pays de production :  Reich allemand
- Langues originales : allemand et yiddish
- Format : noir et blanc - 1,37:1 - son mono
- Genre : documentaire de propagande
- Durée : 62 minutes
- Dates de sortie :
  - Troisième Reich : 28 novembre 1940
  - France : 6 juillet 1942

## Distribution
- Harry Giese : le narrateur

Personnalités apparaissant dans les images d'archives utilisées :
- Charles Chaplin (identifié comme Juif)
- Adolf Hitler
- Albert Einstein
- Curt Bois
- Ernst Lubitsch
- Rosa Luxemburg
- Peter Rosenstein
- Anna Sten
- Léon Blum

## Contenu et objectifs du film
Le Juif éternel avait comme objectif de convaincre les Allemands d'adhérer à la politique antisémite du Troisième Reich. La prétendue nature du « Juif éternel » s'y dévoilait puis le film présentait la guerre en cours comme ayant été déclenchée par les Juifs, justifiant leur extermination pour éviter un troisième conflit mondial. On trouve dans ce film des séquences documentaires combinées avec des extraits de films, de presse, des images, tableaux, schémas, tout cela choisi de manière à s'adapter parfaitement à une voix hors champ qui, durant tout le film, véhicule l'idée selon laquelle la judaïcité se concrétise à travers un peuple « criminel » et socialement « parasitaire ». Il contient quelques minutes du film d'Afred Werker The House of Rothshild (Twenty's Century Pictures, 1934) en appui de ses thèses. La voix hors champ propose ainsi de démasquer le soi-disant « secret juif ».
Le film montre d'abord des enregistrements originaux des conditions de vie dans les ghettos polonais, en présentant les Juifs comme des parasites, aspirant à profiter du travail des peuples les ayant accueillis par l'usure et le commerce de détail. Il présente comme représentatif le parcours d'un habitant du ghetto débutant comme simple chiffonnier vendant au sol des ordures, puis capitalisant ses maigres profits pour les transformer en rente plutôt qu'améliorer les conditions de vie de sa famille. Le chiffonnier devient ainsi marchand de textile et de maroquinerie ambulant, puis s'installe dans une petite boutique et finit par racheter un palace.
Il trace ensuite, via des cartes animées, l'histoire des migrations du peuple juif, attirés en Égypte par la perspective de profits sur le commerce de grains, au détriment des peuples autochtones, schéma qu'ils reproduiront en Europe puis aux Etats-Unis. Il trace un parallèle entre ces migrations depuis l'Asie mineure et celles des rats, puis transpose ce parallèle au comportement du peuple juif et de l'animal, par les clichés antisémites habituels (parasites, vecteurs de maladie, sournoiserie, saleté...).
Tout au long du film, des séquences thématiques listent les Juifs en position de pouvoir dans leurs secteurs de prédilection (cinéma, politique, finance...). Il cite des statistiques non sourcées sur la prévalence du judaïsme dans certains secteurs, mettant en évidence leur prétendue aversion pour les activités productives, y préférant la spéculation ou la facturation d'activités intellectuelles. Le film annonce ainsi que seuls 0,2 % des ouvriers berlinois sont juifs, contre 49 % des avocats berlinois, 52 % des docteurs berlinois et 60 % des commerçants berlinois.
Dans sa phase finale, il présente les coutumes religieuses propres au judaïsme, notamment par des extraits d'un office religieux se déroulant dans une synagogue pendant lequel les fidèles se livrent au commerce de tissu et enchérissent pour avoir le privilège de toucher le Séfer Torah. Il présente ensuite des scènes d'abattage rituel d'ovins et de bovins, montrant la souffrance de ces animaux conscients, alors que leur sang se vide. Il montre l'opposition des journaux allemands de l'époque à l'interdiction proposée par le NSDAP de cette pratique, prétendant que leurs auteurs font partie d'un complot juif.
Le film se conclut par des extraits d'un discours d'Adolf Hitler, annonçant que l'extermination du peuple juif est l'unique solution de parvenir à la paix, prouvant que les Allemands ne pouvaient ignorer l'existence de la Solution Finale.

## Histoire du tournage
Celui-ci a connu une douzaine de bouleversements en un peu plus d'un an.

### Le contexte de la réalisation du film

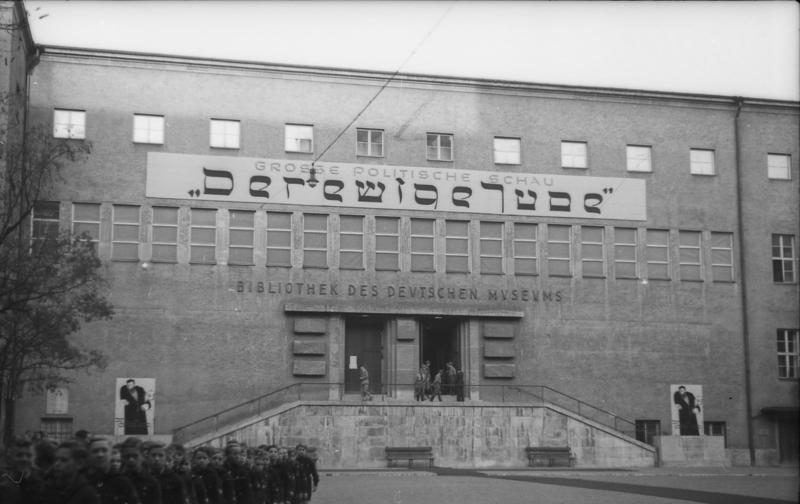
Munich, 1937 : l'exposition Le Juif éternel présente des caricatures antisémites.

#### Le cinéma comme outil de propagande
Selon Lionel Richard, aucun autre pays d'Occident n'a jamais publié en une décennie un amoncellement aussi massif de contributions et de livres prétendument savants pour justifier le racisme. Les dirigeants nazis ont reconnu précocement que le cinéma était « l’un des moyens de manipulation des masses les plus modernes » (Goebbels, 1934). Dans un article de 2008, Claire Aslangul donne des éléments précieux sur les films, documentaires et dessins animés au service de la propagande. Selon elle, des moyens considérables ont alors été réquisitionnés pour soutenir la politique expansionniste d’Hitler et remporter également la « guerre culturelle ». La guerre et l’image filmique entretiendraient en Allemagne une étroite relation depuis très longtemps. Ainsi, la célèbre UFA (Universum-Film AG) est née en 1917 directement de la volonté d'Erich Ludendorff « d’influencer les masses dans l’intérêt de l’État ». Mais elle nous explique que c'est vraiment à partir de 1933, dans la mesure où le « combat » (Kampf) est une valeur omniprésente dans l’idéologie national-socialiste et où tous les médias sont mis au service de la propagande, que le cinéma apparaît comme un instrument unique pour conditionner les populations à la réalisation du programme nazi, incluant dans sa logique même la guerre qui permettra de donner à la « race des seigneurs » le « territoire qui lui revient de droit ».
Le NSDAP, début 1940, charge Fritz Hippler de réaliser un documentaire de démonstration pédagogique avec pour objectif que « la haine des juifs n’apparaisse pas comme résultant d’une volonté préétablie par les autorités ». Le documentaire montre des scènes « réelles » de ghettos polonais. Le procédé illustre à merveille l’un des principes de la propagande identifiés par Jean-Marie Domenach : celui de la simplification, avec la réduction de tous les adversaires à la figure d’un ennemi unique.
Conformément à ce « délire explicatif », Le Juif éternel associe les chocs émotionnels à un renfort d'informations didactiques. Dans son livre sur Goebbels, Lionel Richard indique que pour rendre efficace au plus haut point la propagande, les ressources du cinéma et ses techniques de manipulation avaient été sollicitées dans toutes leurs capacités : contrastes dans les lumières, alternance des premiers plans et des panoramiques, variations dans les vitesses de déroulement des images, commentaires où chaque mot a été pesé, fond mélodique visant à une réaction émotionnelle — tout a été minutieusement calculé pour cibler le message, sur le complot international des Juifs, à populariser massivement dès les premiers mois de la guerre.

#### Les prémices du projet
Toujours dans son ouvrage sur Goebbels, Lionel Richard explique que le ministère de la propagande programme les Actualités hebdomadaires sous la directive de Joseph Goebbels, moyen d’information de la politique du gouvernement. Lorsque le 13 septembre 1939, Hitler se rend à Łódź, en Pologne, les Actualités hebdomadaires du lendemain s’empressent de relater l’événement.

#### La réalisation du projet
Lionel Richard explique qu'Eberhard Taubert se charge alors de la rédaction du scénario. Fritz Hippler, dont le nom a été associé à celui du réalisateur du film, ne participe en fait pas beaucoup au tournage. On apprend d'ailleurs que Goebbels parle du Juif éternel dans son Journal comme s'il en était l'auteur. Il a constamment modifié le texte d'accompagnement pour qu'il collât aux images et va à de nombreuses reprises couper, condenser et retourner en Pologne afin de s'assurer que la propagande qu'il est en train d'impulser lui est bien adaptée. D'ailleurs, Fritz Hippler souscrit dans son autobiographie parue en 1981 à cette apparente revendication.
Le 31 octobre 1939, Goebbels se rend à Łódź lui-même, avec Eberhard Taubert et Erich Stoll. Il est écœuré par ce qu’il découvre. En novembre 1939, le montage est amendé, puis Goebbels réitère sa présentation du film à Hitler : « Les critiques pleuvent. Les images et textes d'accompagnement ne sont pas assez en adéquation. Le Chef suprême exige que leur portée didactique soit mieux coordonnée, plus accentuée ». Ce n'est que le 11 janvier que le film lui convient, mais il voudrait que l’on ajoute des extraits de ses récents discours : celui du 30 janvier 1939 devant les députés à l’opéra Kroll est ainsi inséré. Il s’agit de « l’un des plus violents discours du chef suprême ».

#### Finalisation du projet
Goebbels est perfectionniste. Il reprend les manœuvres du film le 8 avril. Pour lui, le spectateur ne devant pas percevoir l’hostilité aux Juifs comme une décision du Parti nazi, mais comme la conséquence naturelle de leur mode de vie, un message est ajouté juste après le générique indiquant qu’il s’agit d’une « contribution cinématographique à l’étude de la question de la judaïcité internationale », suivi d’un commentaire : « Les Juifs civilisés, tels que nous les connaissons à travers ceux que nous avons en Allemagne, ne nous offrent qu’une image incomplète de leur particularité raciale ».
Le 28 novembre, au cinéma berlinois l'Ufa-Palast am Zoo, c'est la double séance inaugurale du film. Le film est projeté dans une version de trente minutes au palais Berlitz à Paris en automne 1941, accompagné d'un texte en français d'André Castelot. Lucien Rebatet, l'écrivain fasciste, antisémite et collaborationniste en publie une critique sous le pseudonyme de François Vineuil. Il le qualifie de « chef-d'œuvre de reportage ». Alors que le Juif Süss avait été vu par environ vingt millions de spectateurs en Europe, Der Ewige Jude attire quelques centaines de milliers de spectateurs pour la plupart allemands.

## Réception du film
Ce fut sur cet enseignement « documentaire » que les journalistes, séduits par la « froideur des faits », furent conviés à découvrir les Juifs de l'Est de l'Europe en leur « état d'origine » et à prendre connaissance du judaïsme dans son « effroyable pureté intrinsèque et naturelle » (Deutsche Allgemeine Zeitung du 29 novembre 1940).
Si la réussite du film est indiscutable (spectateurs fort nombreux), un conseil circulait en revanche dans le « grand public » : c'était un film à éviter. Non en raison de son antisémitisme mais parce que des images de pratiques rituelles juives (notamment l'abattage cacher) étaient susceptibles de heurter la sensibilité d'un public candide. Le film intègre d'ailleurs un écran de mise en garde invitant les spectateurs sensibles à quitter la salle avant la révélation des «pratiques les plus barbares du  judaïsme».
Beaucoup de sections du parti nazi organisaient des projections associant le documentaire Der ewig Jude et le film Le Juif Süss, plus familial. Dans son livre La Vision nazie de l’histoire, Christian Delage dit que le film échouait à atteindre comme prévu « le cœur des masses ». En fait, selon les endroits où les enquêtes des Services de sécurité ont lieu, les réactions de la population allemande diffèrent.

### Un film antisémite

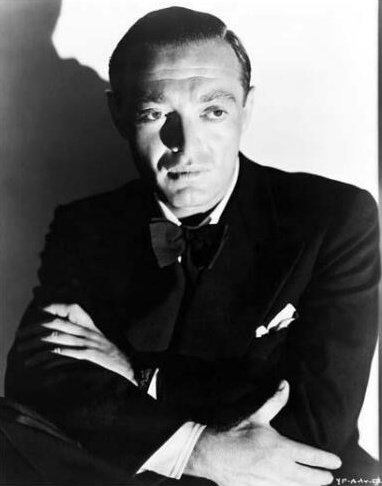
Portrait de Peter Lorre, années 1930.

Eberhard Jäckel a montré que l'antisémitisme nazi est en fait une fusion synthétique de cinq antisémitismes, ce qui se retrouve dans le Juif éternel qui produit une argumentation fondée sur des clichés. Ainsi, on y retrouve une critique économique de la richesse juive, raciale avec une analyse de la menace biologique juive plus spécifiquement nazie, celle du nomade et du parasite, la géopolitique d’un complot présumé de domination mondiale et, enfin, une critique de la figure du judéo-bolchévisme.
L'ironie du sort fait que les Nazis donnent l’exemple du film M le maudit de Fritz Lang (sorti en 1931), à travers le criminel incarné par Peter Lorre, comme image d’Épinal du Juif maléfique dans leurs films de propagande dont Le Juif éternel — alors qu’au début, ignorant la judéité de l'acteur, Adolf Hitler et Joseph Goebbels « font l’éloge absolu du « meurtrier » choisi par Lang » ; Lorre est ainsi reconnu en Allemagne sous l'expression « Acteur préféré du Führer » (Führers Liebling).

### Les formes de l'antisémitisme
- Le Juif homme d'argent

Le Juif est présenté, dans le documentaire, comme étant par nature un usurier. Les Juifs ne produiraient rien et ne sauraient pas travailler, non pas parce qu'ils ne sont pas autorisés à travailler mais parce que cela correspondrait à leurs prédispositions naturelles : ils aimeraient le commerce, acheter ce que les autres fabriquent, spéculer et s'enrichir. Le commerce est montré là comme la maladie de leur nation. D'après le narrateur, la famille Rothschild serait un exemple de l'influence financière des Juifs sur les travailleurs.
- Le Juif comme race

C'est une vision propre aux XIXe siècle et au XXe siècle. Il est aussi dit que les Juifs seraient responsables pour une grande partie des crimes internationaux.
- Le Juif comme nomade et parasite

Le film propose une carte datant d’il y a 4 000 ans pour expliquer l'histoire de leur implantation et toutes les migrations qu'ils auraient effectuées. On est dès lors dans l’idée de la « pieuvre juive » qui aurait envahi le monde entier, conformément aux Protocoles des Sages de Sion, faux célèbre fabriqué dans la Russie tsariste et constitué de 24 « conférences » datées de la fin du XIXe siècle.
- Le Juif comme comploteur masqué visant la domination mondiale

Avec la Révolution française, les Juifs seraient devenus des citoyens à part entière et respectés par la nation. Au début du XXe siècle, ils seraient devenus actifs à toutes les jonctions des marchés financiers, ce qui leur confèrerait un pouvoir international.
- Le judéo-bolchevique

Certains, tels que Karl Marx ou encore Rosa Luxemburg, dénoncés comme l'émanation de l'Internationale juive, rejetteraient toutes les valeurs fondant la « culture aryenne ». Le narrateur fait aussi du Juif le propagateur de la révolution bolchevique et donc le suppôt du communisme, de la subversion et du complot. Bolchévisme et judaïsme, assignés comme mouvements ennemis du nazisme, sont de la sorte associés voire amalgamés. Dès lors, la dernière figure de l’antisémitisme apparaît : celle du « judéo-bolchévique» ou « judéo-communiste ». C'est une vision qui connaissait un franc sucès depuis 1917 et développée par Adolf Hitler, qui liait la question du bolchévisme au fait que le peuple allemand ne pourrait se constituer un « espace vital » à l'Est qu'aux dépens de l'ennemi « judéo-bolchévique ».

### La controverse sur la scène de l'abattage
En avril 1940, rétif à une schématisation qui réduirait le message à une accumulation de slogans, Joseph Goebbels, prend contact avec Veit Harlan, toujours occupé avec son Juif Süss. Ce dernier aurait expliqué au ministre que, pour ne pas contrevenir aux « lois de l'esthétique », « les scènes d'un réalisme repoussant » doivent être, elles aussi, représentées de « belle façon », ou alors le public quitte la salle. C'est pourquoi Goebbels reporte les fameuses images de l'abattage rituel à la fin.
À la suite de la projection du 8 septembre 1940, pour des spectateurs profanes qu'il faut avant tout convaincre, les scènes de l'abattage rituel sont apparues insupportables. Par conséquent, le lendemain, Goebbels et ses proches collaborateurs décident d'élaborer une version adoucie, à destination du public émotif, principalement le public féminin. Le 11 octobre 1940, deux copies du film sont donc prêtes.

### Conséquences antisémites à Anvers
Le professeur belge Joël Kotek évoque la réaction d'un public : « À la suite de la projection du film nazi Le Juif éternel, des centaines de jeunes activistes flamands descendirent saccager le quartier juif d’Anvers. Deux synagogues furent brûlées, des centaines de magasins pillés et détruits, des dizaines de juifs molestés ».

### Article annexe
- Liste des longs métrages allemands créés sous le nazisme